# شاموني مخاطي
شاموني مخاطي (الاسم العلمي:Chamonixia mucosa) هو نوع من الفطريات يتبع جنس الشاموني من الفصيلة البوليطية.